# LG G 워치 R
LG G 워치 R(LG G Watch R)은 LG전자에서 제조, 판매하는 안드로이드 웨어 스마트워치이다.
2014년 8월 28일 공식 홈페이지를 통하여 공개되었으며, 2014년 9월 8일 독일 베를린에서 열린 베를린 국제가전박람회 2014(IFA 2014)에서 공식적으로 공개되었다. 2014년 10월 14일 대한민국 출시를 시작으로 10월 24일부터 글로벌 판매가 시작되었다.

## 색상
- 스테인리스 316L로 둘러싸인 검은색 (공통) - 시계줄 (22mm표준) 교체가능
  - 가죽 시계줄 (검정 색상)

## 비교
- 모토로라 모토 360과 비교하여 완전한 원형디스플레이를 탑재하였지만, 모토 360에 비하여 베젤이 상당히 두꺼워 논란이 되었다.[5][6]

## 같이 보기
- LG G 워치
- 모토로라 모토 360
- 삼성 기어 라이브